# Marguerite Dupire
Pour les articles homonymes, voir Dupire.
Marguerite Dupire, née à Roubaix le 12 octobre 1920 et morte le 4 mars 2015, est une ethnologue africaniste française qui a consacré de nombreux travaux aux Peuls du Niger, du Cameroun, de Guinée, du Sénégal, puis, après une mission en Côte d'Ivoire, à partir de 1965, aux Sérères du Sine au Sénégal.

## Biographie
Licenciée en philosophie en 1943, elle complète sa formation par des études de psychologie et d'ethnologie à l'université de Paris, puis aux États-Unis, à l'université Northwestern et à l'université de Philadelphie, où elle est notamment l'élève des anthropologues Melville Herskovits et Alfred Irving Hallowell à la fin des années 1940.

## Publications
Marguerite Dupire est l'auteur de nombreux articles scientifiques (voir ci-dessous).
Ses principaux ouvrages sont :
- Peuls nomades : étude descriptive des Wodaabe du Sahel nigérien, Karthala, Paris, 1996 (1re éd. 1962), 336 p.  (ISBN 2-86537-603-6)
- Organisation sociale des Peul. Étude d'ethnographie comparée, Plon, Paris, 1970, 624 p.
- Sagesse sereer : essais sur la pensée sereer ndut, Karthala, Paris, 1994, 174 p.  (ISBN 2-86537-487-4)